# Chimerarachne
Chimerarachne é um gênero de aracnídeos extintos contendo uma única espécie Chimerarachne yingi. Os fósseis de Chimerarachne foram descobertos em âmbar birmanês de Mianmar, que data do meio do Cretáceo, cerca de 100 milhões de anos atrás. Sua classificação é disputada, pertencente a Uraraneida, um grupo conhecido do Devoniano ao Permiano, ou um clado separado mais próximo das aranhas.
Chimerarachne não é ancestral para as aranhas, sendo muito mais jovem do que as aranhas mais antigas conhecidas do Carbonífero, mas parece ser um sobrevivente tardio de um grupo extinto que provavelmente era muito próximo das origens das aranhas. Isso sugere que costumava haver animais de aranha com caudas que viviam ao lado de verdadeiras aranhas por pelo menos 200 milhões de anos.